# Percy Bryant
Percy Dayton Bryant (* 12. Juni 1897 in Saranac Lake, New York; † 5. Juni 1960 in Franklin Falls, New York) war ein US-amerikanischer Bobfahrer.

## Biografie
Percy Bryant gewann bei den Olympischen Winterspielen 1932 in Lake Placid zusammen mit Edmund Horton, Paul Stevens und Pilot Henry Homburger die Silbermedaille im Viererbobwettbewerb.
Ab 1949 war er Leiter des Will Rogers Memorial Hospital in Saranac Lake. 1960 starb er an einem Herzinfarkt in Franklin Falls.